# Shocking
Shocking is een single van Dizzy Man's Band. Het is niet afkomstig van een van hun albums.
Shocking gaat over de gevolgen van luchtvervuiling, vogels vallen uit de lucht en planten willen niet meer groeien. Schrijver Jacques Kloes voorspelde dat in 2005 er geen menselijk leven meer zou zijn ("In the year 2005 there will be no human life").
De B-kant Pretty Kitty was van Herman Smak en Jacques Kloes.

## Hitnotering

### Nederlandse Top 40
Alarmschijf
| Positie: | 23 | 17 | 17 | 25 | 37 | uit |

### NederlandseDaverende 30
| Positie: | 28 | 19 | 18 | 23 | uit |

### BelgischeBRT Top 30
| Positie: | 20 | - | 18 | 21 | uit |

### VlaamseUltratop 30
| Positie: | 29 | 23 | 26 | uit |